# Requiem (Korn)
Requiem è il quattordicesimo album in studio del gruppo musicale statunitense Korn, pubblicato il 4 febbraio 2022 dalla Loma Vista Recordings.

## Descrizione
L'album nasce in piena pandemia di COVID-19, dal bisogno della band di isolarsi dalla situazione circostante, avendo più tempo a disposizione e senza pressione per sperimentare nuove sonorità. Come spiegato dal frontman Jonathan Davis, i Korn hanno realizzato i brani in maniera differente rispetto al passato, risultando meno incentrati sui riff di chitarra (che presentano anche un'accordatura leggermente diversa), riuscendo a portare l'ascoltatore in un viaggio.

## Promozione
Per la promozione del disco i Korn hanno pubblicato tre brani prima della sua uscita: l'11 novembre 2021, contemporaneamente all'annuncio dell'album, viene pubblicato il video musicale del primo singolo Start the Healing. Il 13 gennaio 2022 viene reso disponibile l'audio del secondo singolo Forgotten, mentre il 2 febbraio l'audio del terzo singolo Lost in the Grandeur. Il 12 aprile viene pubblicato il quarto singolo Worst Is on Its Way, accompagnato il 21 aprile dal relativo video, il 19 maggio da quello dal vivo e il 17 novembre da quello del remix ad opera degli Health, con ospiti Danny Brown e Meechy Darko.

## Tracce
Testi e musiche dei Korn, eccetto dove indicato.
1. Forgotten – 3:17 (Korn, Lauren Christy, Jasen Rauch)
2. Let the Dark Do the Rest – 3:40
3. Start the Healing – 3:28 (Korn, Lauren Christy)
4. Lost in the Grandeur – 3:50
5. Disconnect – 3:27 (Korn, Lauren Christy)
6. Hopeless and Beaten – 3:59
7. Penance to Sorrow – 3:20
8. My Confession – 3:35
9. Worst Is on Its Way – 4:04

Traccia bonus nell'edizione giapponese
1. I Can't Feel – 3:11

Requiem Mass – CD bonus nell'edizione deluxe
1. Start the Healing – 3:39
2. Lost in the Grandeur – 4:01
3. Hopeless and Beaten – 4:11 (Korn, Lauren Christy)
4. Worst Is on Its Way – 4:04
5. Let the Dark Do the Rest – 3:40

## Formazione
Hanno partecipato alle registrazioni, secondo le note di copertina:
Gruppo
- Jonathan Davis – voce
- James "Munky" Shaffer – chitarra
- Brian "Head" Welch – chitarra
- Reggie "Fieldy" Arvizu – basso
- Ray Luzier – batteria

Produzione
- Korn – produzione
- Chris Collier – produzione
- David (Beno) Benveniste – produzione esecutiva
- James "Fluff" Harley – registrazione
- Rich Costey – missaggio
- Jeff Citron – assistenza al missaggio
- Koby Berman – assistenza al missaggio
- Vlado Meller – mastering
- Jeremy Lubsey – assistenza al mastering
- Johnson Tsang – scultura, fotografia
- Christoph Leckie – grafica, direzione artistica

## Classifiche
| Classifica (2022)          | Posizione massima |
| -------------------------- | ----------------- |
| Australia                  | 1                 |
| Austria                    | 4                 |
| Belgio (Fiandre)           | 17                |
| Belgio (Vallonia)          | 5                 |
| Canada                     | 27                |
| Finlandia                  | 6                 |
| Francia                    | 26                |
| Germania                   | 2                 |
| Giappone                   | 50                |
| Italia                     | 47                |
| Paesi Bassi                | 35                |
| Polonia                    | 5                 |
| Portogallo                 | 11                |
| Regno Unito                | 8                 |
| Regno Unito (rock & metal) | 1                 |
| Repubblica Ceca            | 79                |
| Stati Uniti                | 14                |
| Stati Uniti (hard rock)    | 1                 |
| Stati Uniti (independent)  | 3                 |
| Stati Uniti (rock)         | 2                 |
| Stati Uniti (tastemaker)   | 2                 |
| Stati Uniti (vinyl)        | 3                 |
| Svizzera                   | 3                 |
| Ungheria                   | 14                |